# Municipio de Grant (condado de Russell)
El municipio de Grant (en inglés: Grant Township) es un municipio ubicado en el condado de Russell en el estado estadounidense de Kansas. En el año 2010 tenía una población de 186 habitantes y una densidad poblacional de 1,38 personas por km².

## Geografía
El municipio de Grant se encuentra ubicado en las coordenadas 38°49′56″N 98°50′54″O / 38.83222, -98.84833. Según la Oficina del Censo de los Estados Unidos, el municipio tiene una superficie total de 134.48 km², de la cual 134,19 km² corresponden a tierra firme y (0,21 %) 0,29 km² es agua.

## Demografía
Según el censo de 2010, había 186 personas residiendo en el municipio de Grant. La densidad de población era de 1,38 hab./km². De los 186 habitantes, el municipio de Grant estaba compuesto por el 95,7 % blancos, el 2,69 % eran afroamericanos, el 0,54 % eran de otras razas y el 1,08 % eran de una mezcla de razas. Del total de la población el 0,54 % eran hispanos o latinos de cualquier raza.